# 唐昭宗
唐昭宗李晔（867年3月31日—904年9月22日），原名傑，立為皇太弟後改名為敏，即位後又改曄。是唐朝第22任皇帝（除去武则天以外），888年－904年在位，他是唐懿宗第七子、唐僖宗的弟弟，即位後試圖削除關中軍閥，結果反被軍閥挾制，曾三次出逃京师长安，最後被朱溫劫持到洛陽殺害。

## 生平
生於咸通七年三月三十一日(867年)，是為唐懿宗第七子，母王氏。初名李杰，咸通十三年（872年）四月封寿王。乾符三年（876年）授开府仪同三司、幽州大都督、幽州卢龙等军节度、押奚契丹、管内观察处置等使。
唐昭宗是在唐僖宗死后由當時掌權的宦官楊復恭矫诏立为皇太弟所擁立，先改名李敏，再改名李晔。登帝位后，各藩镇趁着平定农民起兵的机会逐渐扩大。雖然昭宗曾圖增強軍備以增強中央朝廷的實力，在大顺元年（890年）已招募到十万军队，但他在毫無證據之狀況下無故指控西川节度使陈敬瑄、河东节度使李克用为叛逆予以讨伐，反被李克用击败，不得不恢复李克用官爵。而对西川的讨伐战则陷入僵局，昭宗因河东之败决定终止西川战事并恢复陈敬瑄官爵，但讨伐陈敬瑄的永平军节度使王建却抗命继续攻打，最终取代陈敬瑄成为西川节度使。大顺二年（891年），唐昭宗下令逮捕杨复恭，杨复恭抵抗失败，出奔投靠养侄山南西道节度使杨守亮。
昭宗的举动也引起了藩镇的疑心。景福二年（893年），凤翔节度使李茂貞击败杨守亮后上表昭宗，求任山南西道节度使，期待兼领两镇。昭宗却想为朝廷收回一些领地，下诏任李茂贞兼领相邻的武定军节度使，而任中书侍郎宰相徐彦若为山南西道节度使。李茂贞失望，不奉诏。八月，昭宗命嗣覃王李嗣周率领新组建的三万禁军护送徐彦若就职。李茂贞与盟友静难节度使王行瑜调兵准备迎战，禁军望风溃逃，李、王兵临京城长安。宰相杜让能原本反对昭宗讨伐凤翔，昭宗不听，还专任他计划调度此战。李、王迫使昭宗赐死杜让能。昭宗也被迫召回徐彦若，同意李茂贞兼领凤翔和山南西道。
乾宁元年/宽平六年（894年），鉴于唐的弱化和内乱频发； 在菅原道真的建议下，当时的日本朝廷废止了遣唐使的职务，使之步入历史。此时唐朝国祚亦仅剩十余年。
后来昭宗让宗室诸王嗣延王李戒丕、李嗣周、通王李滋、仪王（唐昭宗兄，未详）、丹王李允、嗣韩王李克良、睦王李倚、韶王、彭王李惕、陈王、济王等十一人掌兵，愈发让李茂贞生疑，遂带頭叛亂，兵至長安。昭宗出逃，本欲求助于李克用，派嗣延王李戒丕前往河东，但这时李克用无力相助。这时镇国节度使韩建表忠相请，昭宗君臣害怕长途跋涉，于是前往镇国军府华州。但韩建却控制昭宗，不让朝廷迎战李茂贞，还迫使昭宗解散宗室诸王的军队，斩护驾有功的捧日都头李筠。李戒丕从河东归来后，显然李克用不能发兵勤王，于是韩建又以诬以谋反的方式，未经昭宗许可即将被罢去兵权幽禁别第的十一王杀死。期间韩建又为了缓和与昭宗的紧张关系，请求昭宗立皇太子，于是昭宗立何淑妃所生皇长子李祐为皇太子，改名李𥙿，后来又立何淑妃为皇后，这是唐朝一百多年来第一次也是最后一次立皇后。898年，昭宗与李茂贞讲和复其官爵，宣武军节度使朱温又劝昭宗迁都洛阳，韩建和李茂贞担心朱温勤王救驾，就修复被李茂贞军烧毁的长安宫殿，昭宗才得以重返长安，但身边除了宦官控制的神策军外再无一兵一卒。
光化三年（900年）十一月，唐昭宗醉后亲手杀了几个宦官、侍女，引起了宦官神策军左中尉刘季述的剧烈反应。当天，昭宗打猎夜归，何皇后遣太子李𥙿还邸，李𥙿遇到刘季述，被留在紫廷院。第二天刘季述挟持李𥙿，带兵逼唐昭宗禅让帝位给李𥙿，昭宗意欲反抗，何皇后闻宫人报信趋至，出拜说：“军容长官护官家，勿使惊恐，有事与军容商量。”她怕伤害皇帝，说服昭宗听从刘季述安排，于御前取玉玺授予刘季述。宦官扶昭宗与何皇后同乘一辇，与嫔御侍从公主等十余人入东宫少阳院，刘季述亲手锁院门，将锁眼熔铁，软禁了他们。当时天大寒，嫔御公主没有衣被，号哭声闻于外。刘季述迎立李𥙿为皇帝，改名李缜，尊昭宗为太上皇，何皇后为太上皇后，改少阳院为问安宫，每日只从窗中送饭。十二月，忠于昭宗的神策军军官孙德昭、董彦弼、周承诲在宰相崔胤指使下发动反政变，杀刘季述、右护军中尉王仲先，赴少阳院叩门称逆贼已诛，请昭宗出劳。何皇后不信，要孙德昭等送上刘季述等首级。孙德昭献刘季述等首后，昭宗、何皇后才与宫人与孙德昭一同破坏门锁而出。昭宗复辟，复李缜名李𥙿，褫夺太子位，复为德王。
901年因崔胤谋诛宦官，宦官韓全誨強迫昭宗投奔鳳翔，崔胤召朱全忠圍攻鳳翔。903年李茂貞殺韓全誨、張彥弘，跟朱溫和解，送昭宗回長安。這時唐朝皇室已经名存实亡。李茂貞被朱温打敗，导致朱溫變成了最大的藩鎮，並控制着昭宗。朱温谋划灭亡唐朝，自己亲登大宝，便先杀掉了皇宫所有宦官共计五千餘人。朱溫下令，派往各軍區擔任監軍的宦官，一律就地處決。不过各地藩鎮並未徹底奉行，如李克用未杀张承业、卢龙节度使刘仁恭未杀张居翰等。
因后来改封濮王的皇长子李𥙿年长俊秀，朱全忠厌恶他。崔胤也揣摩朱全忠的心意，在唐昭宗以朱全忠为天下兵马副都统，要以皇子为名义上的正都统时，明知昭宗因李𥙿年长而心向他，仍然坚持请求任命辉王李祚，最后李祚被任为都统。朱全忠又通过崔胤提出以李𥙿曾篡位为由处死李𥙿，昭宗大惊，问朱全忠，朱全忠否认有此请求。崔胤觉察到朱全忠的异心，想募兵对抗他，朱全忠先逼迫昭宗罢崔胤相位，再攻杀崔胤。
天祐元年（904年）正月，朱全忠不顧大臣反对，強迫昭宗迁都洛邑，令長安居民按戶籍遷居，房屋被拆後的木材扔在渭河當中，長安城哭聲一片。昭宗无奈，自陕州出发，至谷水，身边已無禁军。昭宗的車駕行至華州，百姓載道高呼萬歲。昭宗聞之垂淚，曰：「勿呼萬歲，朕不復為汝主矣！」又對身邊的侍臣說道：「朕現在漂泊，不知道會落在什麼地方呢？」至洛陽時，何皇后哭着对朱全忠说：“此后大家（唐、宋對皇帝的俗稱，或稱「官家」）夫妇，委身全忠了。”太原軍李克用、鳳翔軍李茂貞、西川軍王建、淮南軍杨行密等各藩镇起義，與朱全忠對抗，声称要出兵勤王救驾。昭宗離開京師後，終日與皇后、內人“沉飲自寬”。朱全忠又借设宴为名将随同唐昭宗东行的供奉内园小儿二百余人缢死，选身形相似的宣武军人穿上他们的衣服回去。从此宫中事无论大小，朱全忠都能得知。朱全忠心腹蒋玄晖被任为枢密使监视唐昭宗。昭宗身边都是强横小人，只有何皇后依然照顾他，不离开他身边。朱全忠依然坚持要处死李𥙿，昭宗向蒋玄晖哭诉：“德王是朕爱子，为什么朱愛卿坚持要杀他？”朱全忠得知后很不快。
朱全忠正要用兵讨伐李茂贞及其养子静难军节度使李继徽，担心昭宗英杰不群从中生变，决意弑君另立幼主。天祐元年（904年）八月十一日壬寅夜，朱全忠派左龍武統軍朱友恭、右龍武統軍氏叔琮、蒋玄晖弒殺唐昭宗。是夜朱友恭等率兵上百人闖入內門，玄暉每門留卒十人，至東都之椒殿院，斬殺河東夫人裴貞一，昭儀李漸榮在門外道：“院使（蔣玄暉）莫傷官家（唐、宋對皇帝的俗稱），寧殺我輩。”昭宗聞訊，身著睡衣繞著殿內的柱子逃命，被龙武衙官史太追上，李漸榮以身體護天子，一起被殺，唯獨何皇后求饶得免死。蔣玄暉矯詔將罪名推到裴貞一和李漸榮身上，擁立第九子李柷即位，是為唐昭宣帝，是年十月，朱全忠返回洛邑，假裝悲痛伏於棺材大哭：將朱友恭和氏叔琮處死作為替罪羊。
昭宗死後，葬于和陵，廟號昭宗，谥号圣穆景文孝皇帝，朱溫仍不解氣，在天祐二年（905年）指示手下、目不識丁的起居郎蘇楷上表，以昭宗“非功德”、“被宮人殺害”為由，逼迫唐哀帝改昭宗廟谥，後來太常卿張廷範將廟號改為襄宗，谥号恭靈莊閔孝皇帝，但河東李存勖等藩鎮仍然使用原有廟諡，後梁滅亡後，李存勖改建了昭宗和昭宣帝的墓園。
唐昭宗在位十六載间，一直是藩镇手中的傀儡。在极度困窘之中，昭宗求才若渴，且急於大用，有可用之人，则立即提拔。昭宗朝共拜相二十五人，宰相更替頻繁，崔胤先后四次拜相。郑綮於乾宁元年二月拜相，三个多月後，即“以太子太保致仕。”陆扆在乾宁三年七月被拜为宰相，兩個月後贬峡州刺史。韦昭度、孔纬、徐彦若、崔远、裴枢等人都先后两次入相，情況與明朝亡國君主崇禎帝相似。

## 家庭

### 后妃
- 皇后何氏
- 昭仪李漸榮
- 婕妤，原封齐国夫人，见《全唐文[4]》
- 婕妤，原封扶风郡夫人[4]
- 婕妤，原封高阳郡夫人[4]
- 魏国夫人，陈氏，乾宁二年（895年）与内妓四人被赐于李克用。
- 赵国夫人，宠颜[5]
- 晋国夫人，可证，天祐元年四月因谋杀朱全忠被朱全忠捕杀[6]。
- 秦国夫人，原封乐安郡夫人[4]
- 晋国夫人，原封新秦郡夫人[4]，与可证是否一人无考
- 楚国夫人，原封广陵郡夫人[4]
- 越国夫人，原封太邱郡夫人[4]
- 燕国夫人，原封云安郡夫人[4]
- 河东郡夫人，裴貞一
- 冯翊郡夫人，唐昭宗被李茂贞劫持时，派她和赵国夫人宠颜到朱温军营诘其故[7]

### 子女

#### 子
《旧唐书》记唐昭宗十子，《新唐书》记十七子。从琼王李祥排序推断，至少有两子没有被记载。仅知何皇后生李柷、李𥙿，其餘皇子的生母不可考。
1. 德王李𥙿，长子，天祐二年（905年）二月初九被弒於九曲池。
2. 棣王李祤，天祐二年（905年）二月初九被弒於九曲池。
3. 虔王李禊，天祐二年（905年）二月初九被弒於九曲池。
4. 沂王李禋，天祐二年（905年）二月初九被弒於九曲池。
5. 遂王李祎，天祐二年（905年）二月初九被弒於九曲池。
6. 景王李祕，第八子，天祐二年（905年）二月初九被弒於九曲池。
7. 輝王→唐哀帝李柷，第九子
8. 祁王李祺，第十子，天祐二年（905年）二月初九被弒於九曲池。
9. 雅王李禛，第十一子，天祐二年（905年）二月初九被弒於九曲池。
10. 琼王李祥，第十二子，天祐二年（905年）二月初九被弒於九曲池。
11. 端王李禎
12. 豐王李祁
13. 和王李福
14. 登王李禧
15. 嘉王李祜
16. 潁王李禔
17. 蔡王李祐

#### 女
《新唐书·诸帝公主列传》，记载唐昭宗共有11位女儿，除益昌公主外，其余排行不详：
1. 新安公主
2. 平原公主（母何皇后，下嫁李继偘）
3. 信都公主
4. 益昌公主，第七女
5. 唐興公主
6. 德清公主
7. 太康公主
8. 永明公主（夭折）
9. 新興公主
10. 普安公主
11. 樂平公主

## 影視形象
- 苏航：2014年電視劇《大南迁》